# Campi Qui Pugui
Campi qui puigui (Catalaans voor “Redde wie zich redden kan”) is een Catalaanse theatergroep uit Castellserà opgericht in 2009 door de acteurs Jordi Pedrós en Cristina Garcia. De groep maakt zaal- en straattheater, in een combinatie van toneel, -soms levensgrote- marionetten en muziek.
Hun creaties zijn vooral visueel en met weinig woorden, wat onder meer het succes in anderstalige landen verklaart. Samen met twee andere groepen uit de streek van Lleida, Fadunito i Jam el 2015 hebben ze het collectief «Ponent Street» opgericht. Door die synergie willen ze kosten besparen bij de organisatie en de internationale promotie van hun producties. Ponent (west) verwijst naar de westelijke provincie Lleida.
Twee van hun werken Rats (2015) en Manneken's Piss (2016) kregen de prijs Drac d'Or (Gouden Draak) tijdens het poppentheaterfestival Fira de Teatre de Titelles in Lleida.
Creaties
- Neenaw! Neenaw!
- Més enllà del bosc
- Clicks Ambulance
- La Blancaneus (Sneeuwwitje)
- El gat amb botes (De gelaarsde kat)
- La Rateta
- Rats, een variatie op de Rattenvanger van Hamelen, met niet zo volgzame ratten als in het origineel. Het stuk werk gespeeld op het festival De Gevleugelde Stad in Ieper in 2017.[7]
- Manneken's Piss, geïnspireerd op het Brusselse Manneken Pis. Premi Drac 2016 d'Or voor het beste straattheater